# Drzeńsk Mały, Lubusz
Drzeńsk Mały (germană Klein Drenzig, în Limba sorabă: Drězg Mic) este un sat în Polonia, situat în Voievodatul Lubusz, în județul Krosno , în orașul Gubin. În anii 1975-1998 localitatea aparținea administrativ de provincia Zielona Gora.
Așezarea este situata la 6 km nord-est de Gubin pe drumul ce duce de la Wałowice la Żytowania. Prima mențiune documentară a localității este în anul 1367, când apare sub numele de Schildowdrencz. În anii 1818 - 1864 a existat, aici, o cărămidărie. Drzeńsk Mały a fost o dată deținută de mica burghezie din Lutsk. Pe terenurile agricole din jurul localității, începând din secolul al XVIII-lea s-a cultivat secară , grâu , ovăz , orz , hrișcă , hamei , in și cartofi.
Drzeńsk Mały în data de 12 iunie - 18 septembrie 1945 a fost sediul militar comandat de locotenentul Joseph Bober din Regimentul de infanterie nr.38. La recensământul din 1952 în sat trăiau 88 de persoane. În 1996 s-a pus în funcțiune alimentarea cu apă a  satului. Localitatea are astăzi aproximativ 150 de locuitori.

## Monumente
Conform Registrului de la Institutul Național al Patrimoniului există înscrise pe lista:
- Casa nr 4, din secolul al XVIII-lea.

Ar trebui să vedeți:
- Case pitorești  construite în anul 1925, și alei cu tei.

## Galerie imagini

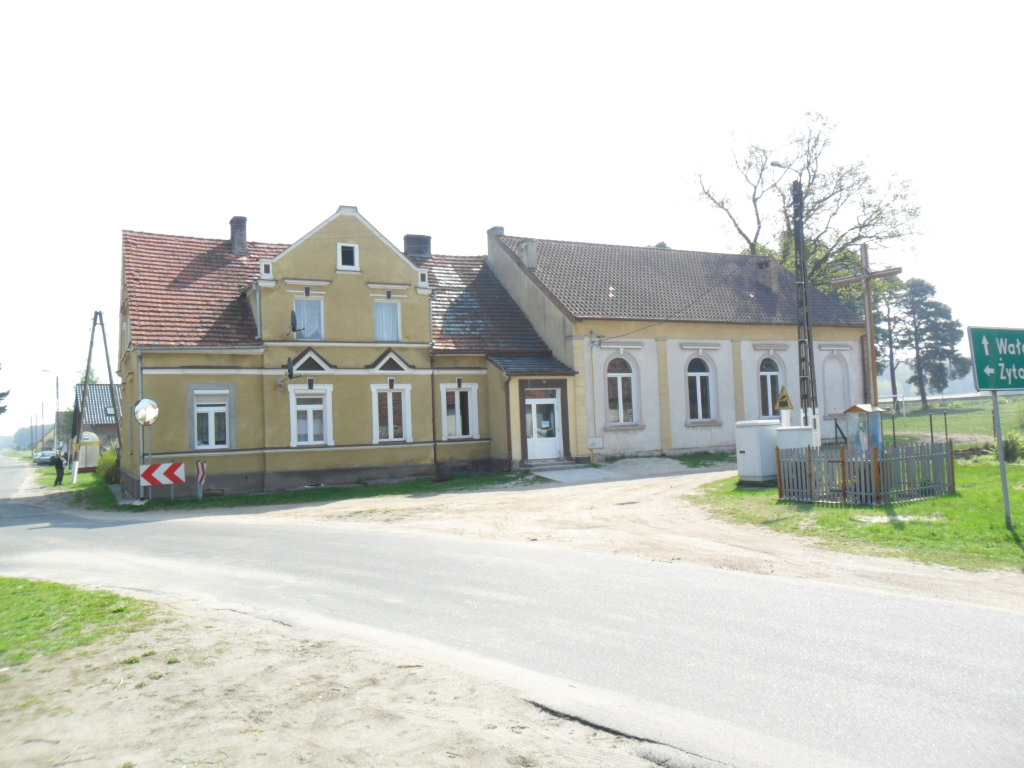
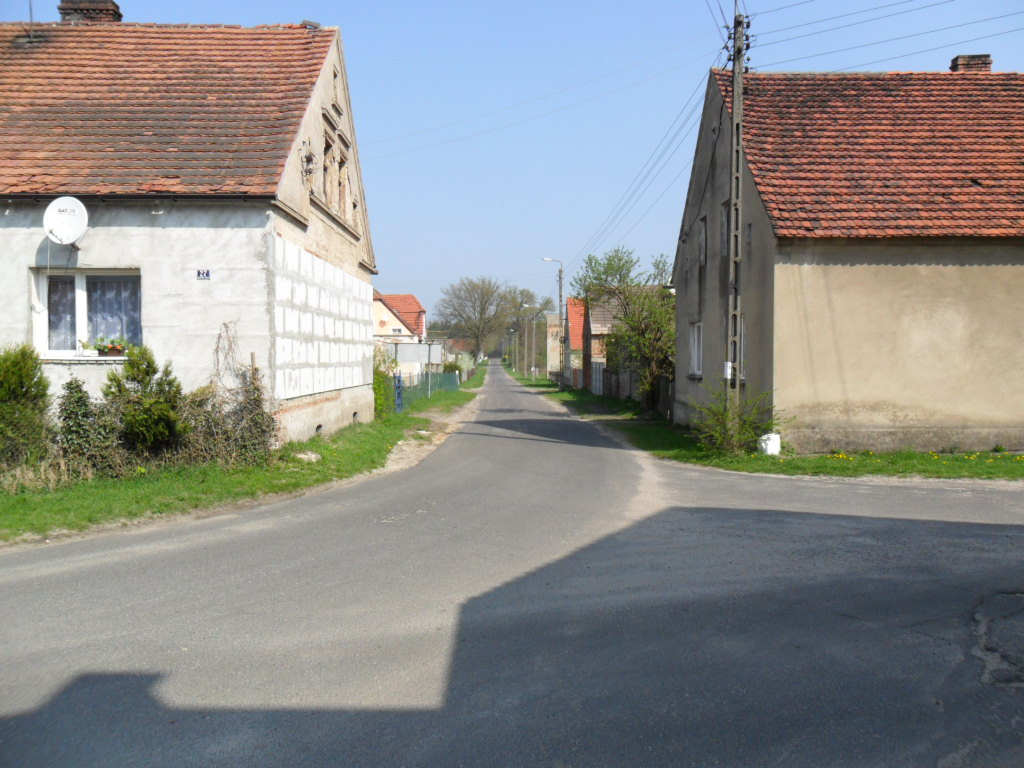